# Layalapura, Arsikere
Layalapura là một làng thuộc tehsil Arsikere, huyện Hassan, bang Karnataka, Ấn Độ.